# Kulikovskij (Oblast' di Volgograd)
Kulikovskij è un chutor dell'Oblast' di Volgograd in Russia.